# Clubiona mordica
Clubiona mordica är en spindelart som beskrevs av Octavius Pickard-Cambridge 1898.
Clubiona mordica ingår i släktet Clubiona och familjen säckspindlar. Inga underarter finns listade i Catalogue of Life.